# Ashley Billington
Ashley Billington, né le 16 janvier 1969, est un ancien joueur international hongkongais de rugby à XV.  

## Biographie
Il a fait ses études à l'Université de Loughborough, en Angleterre.

### Carrière
Billington a fait ses débuts internationaux le 23 octobre 1992 au tournoi de Dubai de rugby à sept, avec l'équipe de Hong Kong à sept, débutant 2 ans après avec l'équipe à XV. 
En 1994, il a battu un record du monde en inscrivant 50 points (10 essais) en un seul match contre Singapour lors des qualifications pour la Coupe du monde de rugby. Lors de cette victoire 164 à 13, il se trouve que son coéquipier Vaughan Going marque 3 essais, égalant ainsi le record pour son poste de demi de mêlée.  
Il a disputé son dernier match à XV pour Hong Kong le 31 octobre 1998 au stade Jelan Besar lors du match Hong Kong- Japon.    
Après ses années de rugby, il a enseigné à la Hong Kong International School en tant qu’instructeur en éducation physique. Ashley enseigne toujours à la HKIS à Hong Kong en 2016.